# Попов, Георгий Николаевич (историк математики)
Гео́ргий Никола́евич Попо́в (1878, Москва, Российская империя — 5 декабря 1930 года, там же) — российский и советский историк математики и организатор военного дела, профессор МГУ.

## Биография
Окончил Московское техническое училище и Московский университет. После окончания университета учился в Брюсселе и Льеже. Возвратившись в Москву, разрабатывал вопросы истории математики.
Участвовал в Первой мировой войне (как военный химик). После Октябрьской революции 1917 года служил в Рабоче-крестьянской Красной армии. Организатор и первый начальник Московских советских курсов военной газотехники, созданных приказом Всероссийского главного штаба от 5 декабря 1918 года. Военкомом курсов был Я. Л. Авиновицкий. Курсы готовили специалистов военно-химического дела на должности заведующих противогазовой обороной стрелковых частей и командиров подразделений противогазовой обороны; срок обучения составлял от двух до восьми месяцев. Курсы провели восемь выпусков и 9 января 1920 года приказом Революционного военного совета Республики преобразованы в Высшую военно-химическую школу РККА. Начальником реформированной институции стал М. К. Смысловский.
Одновременно с организацией курсов занимался научными исследованиями, популяризацией истории математики, написанием монографий и учебных пособий.
По данным «Всей Москвы», Попов в 1914 Архивная копия от 6 апреля 2017 на Wayback Machine, 1915 Архивная копия от 15 августа 2020 на Wayback Machine, 1916 Архивная копия от 7 августа 2020 на Wayback Machine, 1917 Архивная копия от 11 сентября 2021 на Wayback Machine годах жил на Рождественке, дом 23, а в 1924—1930 годах — на Смоленском бульваре, дом 41, квартира 1. В 1925 году Архивная копия от 2 декабря 2020 на Wayback Machine числился в Военно-химической школе командного состава РККА, в 1926 Архивная копия от 14 августа 2020 на Wayback Machine — в журнале Доброхима (предшественника Осоавиахима), в 1927 Архивная копия от 9 апреля 2017 на Wayback Machine — в Институте методов школьной работы и Химических курсах РККА, в 1928 Архивная копия от 9 июня 2018 на Wayback Machine — в Математическом кружке (вероятно, Института методов школьной работы), а в 1924 Архивная копия от 22 января 2021 на Wayback Machine и 1929 Архивная копия от 10 января 2021 на Wayback Machine и 1930 Архивная копия от 2 мая 2020 на Wayback Machine годах без указания места работы. Профессорское звание указывалось только с 1927 года.

## Издания

### Монографии и пособия
- История математики. Вып. 1. — М.: [б. и.], 1920 (Типо-литография Московского картоиздательского отдела Корпуса военных топографов). — 236 с.
  - 2-е изд.: История математики. Греция. Арабский халифат. Западная Европа (XVI—XVIII века). Индия. Китай. М.: URSS, 236 с. ISBN 978-5-9710-2160-5.
- Культура точного знания в древнем Перу (в связи с происхождением и развитием узлового счета и письма). — Петроград: книгоиздательство «Сеятель» Е. В. Высоцкого Архивная копия от 17 мая 2018 на Wayback Machine, 1922. — 72 с.: ил. — (Серия очерков по истории развития математической мысли и культуры точного знания у древних народов Старого и Нового света.)
- (в соавторстве с А. М. Воронцом) Математический словарь: справочник при чтении книг по элементарной математике и для учащихся в школах 2-й ступени. — М.—Пг.: Л. Д. Френкель Архивная копия от 30 сентября 2014 на Wayback Machine, 1923. — 128 стб.: черт.
- Очерки по истории математики: для учащихся, студентов рабфаков и любителей математики. — М.—Пг.: Л. Д. Френкель, 1923. — 166 с.: ил., черт.
  - 2-е изд., испр. и доп. Там же, 1925. 162 с.: ил., черт.
  - 3-е изд. М.: URSS, 2010. 168 с. ISBN 978-5-397-00911-9.
- Как применялась и применяется тригонометрия на практике. — М.—Л.: Государственное издательство РСФСР, 1926. — 62 с.: черт. — (Рабочая библиотека по математике для школ II ступени / Под ред. А. М. Воронца.)
  - 2-е изд., доп. [М.: ОГИЗ], Государственное учебно-педагогическое издательство (Типография имени Евгении Соколовой), 1931. — 88 с.
- (в соавторстве с А. М. Воронцом) О мерах и счете в древности. (Научнопедагогической секцией ГУСа допущено для школ I и II ступени.) — М.— Л.: Госиздат, 1928. — 36 с. —(Библиотека «В помощь школьнику». Серия по математике. Вып. I)
- (в соавторстве с А. М. Воронцом) Математические развлечения. М.— Л.: Госиздат, 1928. — 62 с. — (Библиотека «В помощь школьнику». Серия по математике. Вып. II)
- (в соавторстве с А. М. Воронцом) Дети и юноши-математики. — М.—Л.: Госиздат, 1928. — 49 с. — (Библиотека «В помощь школьнику». Серия по математике. Вып. III)
- Памятники математической старины в задачах. — М.—Л.: Государственное издательство РСФСР (Типография имени Н. Бухарина), 1929. — 60 с.: черт. + 1 л. карт. — (Рабочая библиотека по математике для школ II ступени / Под ред. А. М. Воронца. № 8.)
- Рабочие книги по математике для 5—9 года обучения в городской школе: составлены в соответствии с программами ГУСа 1927 года для школ II ступени / М. Ф. Берг, М. А. Знаменский, Г. Н. Попов, И. Ф. Слудский, Н. П. Хвостов, Н. И. Щетинин; под редакцией А. М. Воронца. — М.—Л.: Государственное издательство РСФСР, 1927.
  - девять переизданий
- Сборник исторических задач по элементарной математике. — М.—Л.: Государственное издательство технико-теоретической литературы, 1932. — 223 с.: черт.
  - 2-е изд. М.—Л.: ОНТИ, Главная редакция научно-популярной и юношеской литературы (Типография «Красный печатник»), 1938. — 216 с. : ил.
  - 3-е изд., стер. М.: URSS, 2006. 215 с.: ил. ISBN 5-484-00447-0
  - 4-е изд. М.: URSS, 2010. 216 с. ISBN 978-5-484-01238-1.

### Статьи и рецензии
- Химия в войне будущего // Сборник статей 1918—1923 / Военно-научное общество при Военно-академических курсах высшего комсостава Р.К.К.А. — М.: Высший военный редакционный совет, 1923. — С. 102—120.
- В. В. Бобынин (некролог) // Сборник статей по вопросам физико-математических наук и их преподавания. — Т. 1. — М., 1924. — С. 62—64.
- Землемерие в Древней Руси // Физика, химия, математика, техника в трудовой школе. Сборник I. — М.: 1927. — С. 66—72.
- [Рец. на:] Иовлев H. Н. Общие методы математики и её преподавания. 2-е изд. (Методология и методика математики). Курс лекций. Баку, 1925. 164 стр. // Физика, химия, математика, техника в трудовой школе, 1927, № 1, стр. 140—141.
- К вопросу об организации и методике кружковых занятий по математике в трудовой школе. (Доклад, читанный в математическом кружке физико-технического подотдела Центрального института методов школьной работы) // Физика, химия, математика, техника в трудовой школе, 1928, № 4 (5), стр. 57—65.
- Изготовление математических приборов и пользование ими при кружковых занятиях в трудовой школе // Физика, химия, математика, техника в трудовой школе, 1929, № 8, стр. 52—65.
- Об одной теме из области производственных задач для разработки учащимися 8-й группы девятилетки // Физика, химия, математика, техника в трудовой школе, 1930, № 3, стр. 57—61.
- О производственных задачах в курсе математики трудовой школы // Физика, химия, математика, техника в трудовой школе, 1930, № 4, стр. 64—70.
- Предисловие // Юсупов Н. В. Очерки по истории развития арифметики на Ближнем Востоке. — Казань: Татиздат, 1932 [на обл.: 1933]. — 119 с.

### Переводы книг
- Псаммит Архимеда (Исчисление песчинок): с комментарием и кратким очерком научной деятельности Архимеда. — Пг.: Сеятель, 1922 [на обл.: 1923]. — 96 с: черт. — (Серия очерков по истории развития математической мысли и культуры точного знания у древних народов Старого и Нового света.)
  - Архимед. Исчисление песчинок (Псаммит) Архивная копия от 12 декабря 2020 на Wayback Machine / Перевод, краткий обзор работ Архимеда и примечания проф. Г. Н. Попова; переплет, форзац, супер обложка и графическая орнаментация книги И. Ф. Рерберга. — М.—Л.: Государственное технико-теоретическое издательство, 1932. — 102 с.: черт. — (Классики естествознания / под общ. ред. И. И. Агола, С. И. Вавилова, М. Я. Выгодского и др.)
  - Краткий очерк научной деятельности Архимеда // Математика в школе. — 2001. — № 5. — С. 2—12.

- Нейбургер А. Архивная копия от 30 декабря 2019 на Wayback Machine Чудеса современной физики / Перевод с немецкого [и предисловие] проф. Г. Н. Попова. — М.—Л.: Государственное издательство РСФСР, 1926. — IV, 180 с., с 60 илл. — (Популярно-научная библиотека.)